# 互联网名称与数字地址分配机构

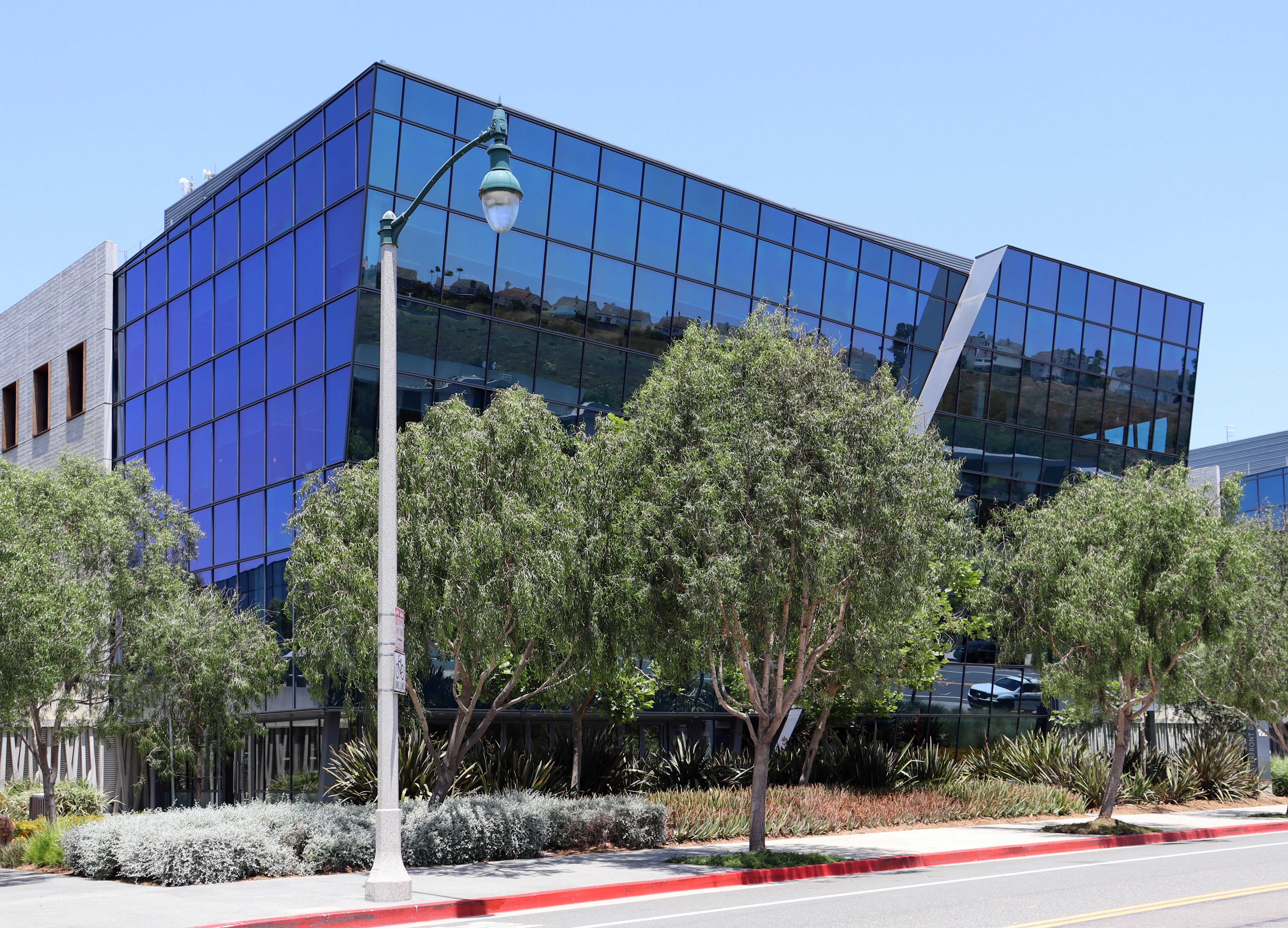
ICANN总部

互联网名称与数字地址分配机构（Internet Corporation for Assigned Names and Numbers），简称，是位於美国加州的非营利社团，主要由互联网协会的成员组成，创建于1998年9月30日，目的是接管包括管理域名和IP地址的分配等与互联网相关的任务，这些任务曾由其它组织（特别是）代表美国政府来执行，但ICANN仍受美國政府及法律管理。ICANN同時也負責L.root-servers.net這組根域名伺服器的運作。
2016年10月1日美國商務部下屬國家電訊局 （NTIA）把網域名稱系統（Domain Name System，DNS）管理權正式移交。這標誌著作為世人日常生活一部分的網際網路邁出走向全球治理的象徵性舉動。進入全球「多方利益攸關」（multi-stakeholder）模式時代。

## 延伸閱讀
- Franda, Marcus, The Emergence of an International Regime, ISBN 1-55587-999-3
- Wass, Erica, Addressing the World, ISBN 0-7425-2809-X
- Paré, Daniel J. Internet Governance in Transition, ISBN 0-7425-1846-9
- Mueller, Milton L. Ruling the Root, ISBN 0-262-13412-8
- Froomkin, A. Michael Wrong Turn in Cyberspace: Using ICANN to Route Around the APA and the Constitution, 50 Duke Law Journal17（2000）